# Castel Liteggio (Cologno al Serio)
Castel Liteggio ([kasˈtɛl liˈtɛʤːo]; in bergamasco Litèss [liˈtɛs]), o più semplicemente Liteggio, è una frazione del comune italiano di Cologno al Serio, in provincia di Bergamo. Situato all'estremo ovest del territorio comunale, si trova in posizione piuttosto isolata rispetto al capoluogo.

## Monumenti e luoghi d'interesse
- Castello, del XV secolo.